# آغاخان آغابی‌لی
آغاخان آغابی‌لی (انگلیسی: Aghakhan Aghabeyli; ۲۲ december ۱۹۰۴ – ۲۰ اوت ۱۹۸۰) دانشمند در زمینه ژنتیک اهل اتحاد جماهیر شوروی سوسیالیستی بود.
وی همچنین برندهٔ جوایزی همچون نشان پرچم سرخ کار شده‌است.